# Pacsinko

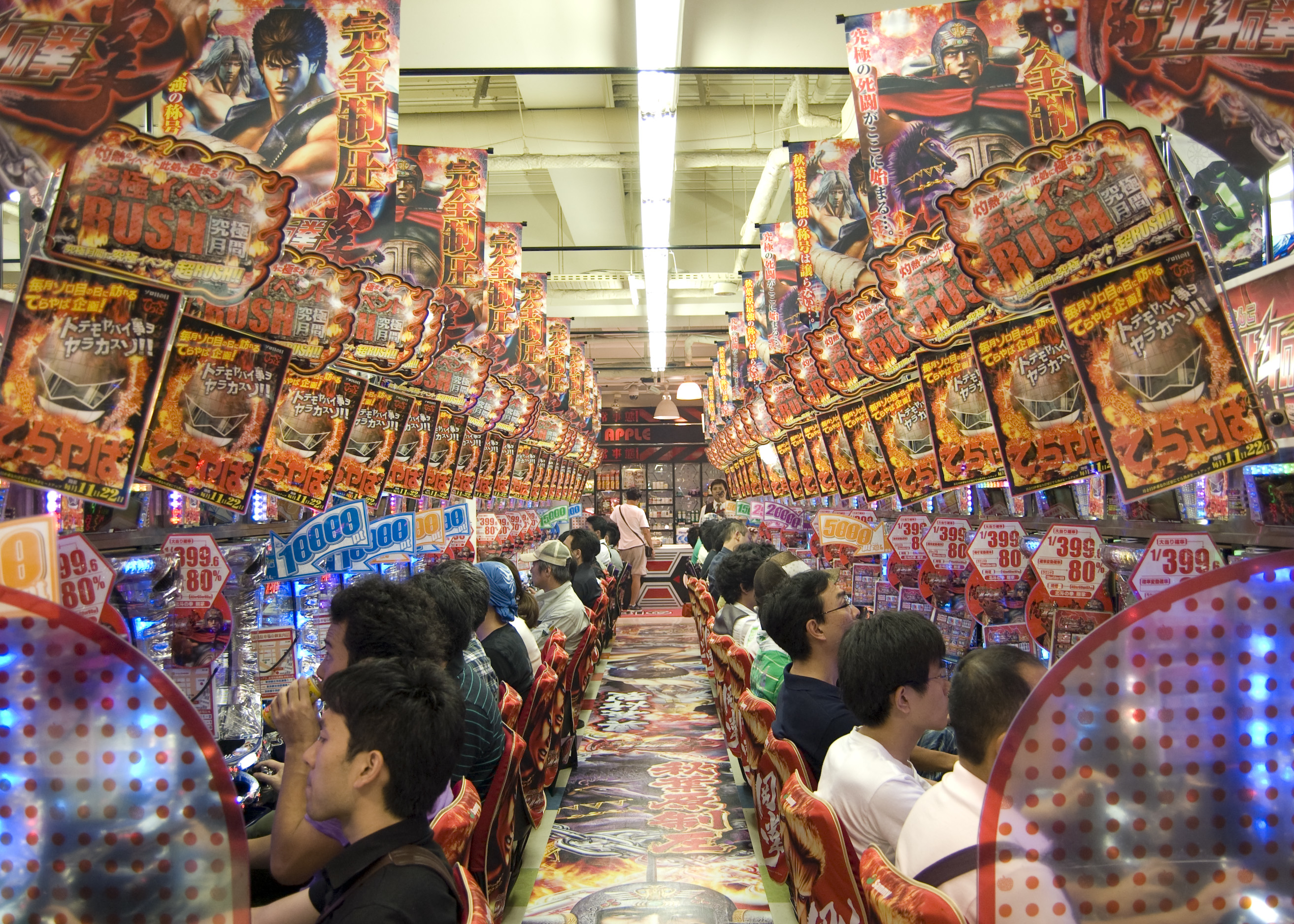
Pacsinko gépek Tokióban

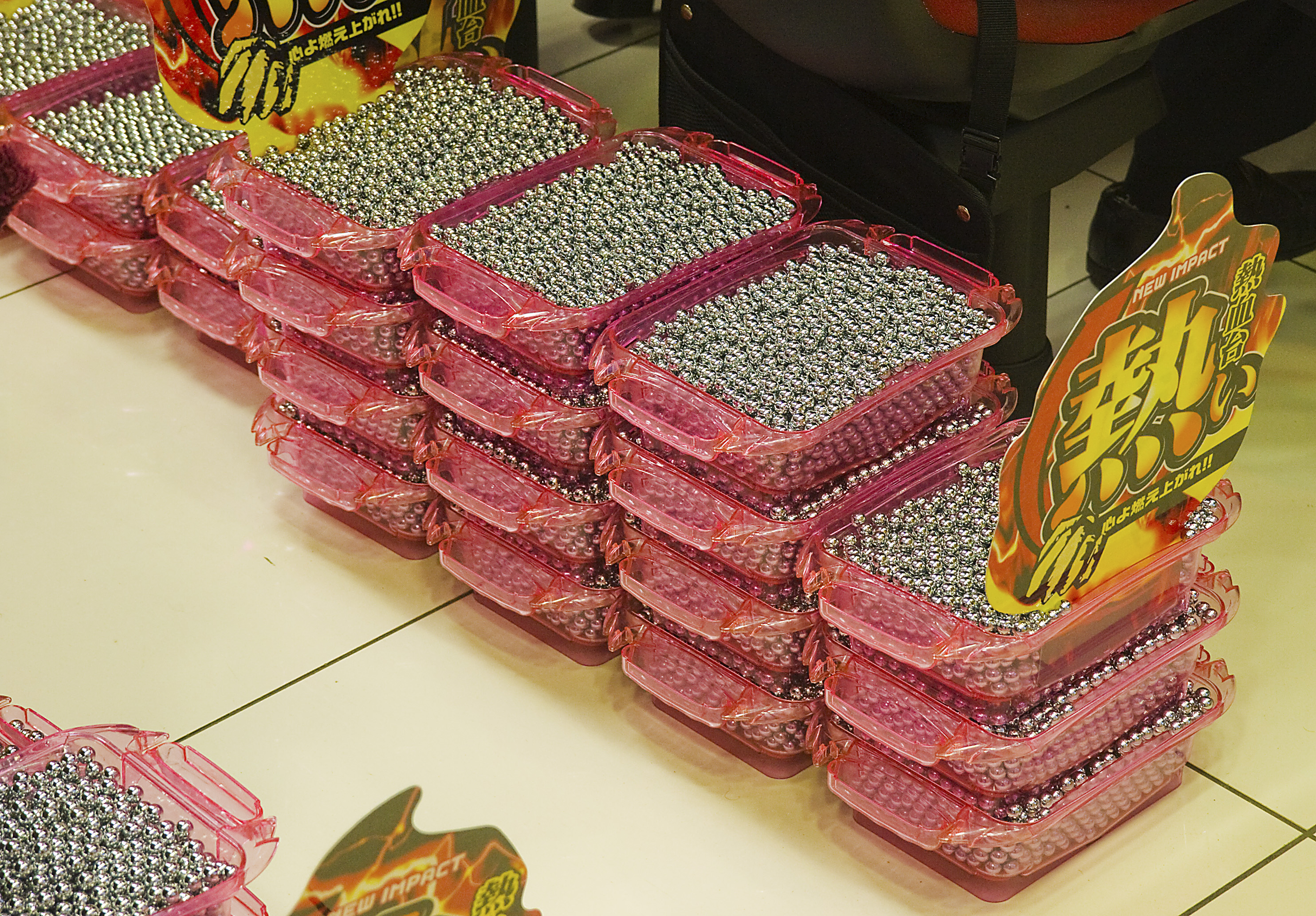
Pacsinko-golyók

A pacsinko (パチンコ; Hepburn: pachinko) Japánból származó játék, melyet egyszerű játéktermi gépekkel, de gyakrabban nyerőautomatákkal játszanak.

## A játék
A pacsinko gép egy függőleges flipper játékhoz hasonlít, de nincsenek benne flipperkarok, és sok kis méretű golyóval játsszák. A játékosok kilövik a golyókat a gépben, amely aztán visszaesik sok-sok szeg között. Ha a golyók egy bizonyos helyre eljutnak, azok bezáródhatnak oda és további eseményeket okozhatnak, melyek során még több golyó kerülhet játékba. A játék célja elkapni minél több golyót, a golyók díjakra válthatók. A pacsinkó gépek eredetileg mechanikusak voltak, de napjainkban a modernizálódtak, hasonlóak a nyerőautomatákhoz.
Japánban igen elterjedtek a pacsinko szalonok, gyakran számos nyerőautomatával együtt üzemeltetik őket. Ezek a helyen a kaszinókhoz hasonlóan működnek. A modern pacsinko gépek nagyon egyediek, rajongóinak mindig folyamatos szórakozást biztosítanak.
A pénzért játszott pacsinko illegális Japánban. A megszerzett golyók nem közvetlenül válthatóak pénzre, hanem tokenekre vagy díjakra, majd a helyszíntől különálló helyen átválthatóak készpénzre. A japán kormány a pacsinko játékok éves bevételét 29 billió japán jenre (378 milliárd dollár) becsüli, ami bizonyítja eme játék népszerűségét. Ez éves viszonylatban nagyjából négyszerese a világ legális kaszinói bevételének világszerte.

## Díjak
Nyertes játék esetén újabb golyókhoz jut a játékos, melyeket vagy felhasznál a további játékhoz, vagy jutalomra válthatja. Amikor egy játékos be akarja váltani nyereményét, a személyzet egyik tagját kell hívnia, amit a gépének tetején található gombbal tud megtenni. A személyzet tagja viszi a nyert golyókat egy automata számlálógéphez, hogy megszámolják azokat. Miután rögzítik, hogy hány golyót gyűjtött illetve hányas számú gépen játszott a játékos, majd erről egy bizonylatot vagy kártyát ad neki, amivel nyereményét kiválthatja. A nyeremények között mindig van egy jackpot "különleges díj" (egy kis műanyagba foglalt, ezüstözött vagy aranyozott csecsebecse), ami a szalonon kívül készpénzért is eladható. A különleges díjak lehetnek olyan egyszerű dolgok is, mint egy toll vagy öngyújtó, vagy éppen elektromos eszköz, kerékpár, stb.
A japán törvények szerint készpénz nem fizethető ki közvetlenül a pacsinko golyókért, de általában a szalon közelében, néha ugyanazon épület egy másik sarkában található olyan helyiség, ahol a játékosok készpénzért eladhatják a különleges díjakat. A rendőrség ezt azért nézi el, mert a pacsinko szalonok névleg függetlenek a kifizetőhelyektől. Egyes szalonok a közeli szupermarketben beváltható bizonylatokat adnak a golyókért. A jakuza gyakran folyt bele ezekbe az átváltási ügyletekbe, de az 1960-as évektől kezdődő jelentős rendőrségi erőfeszítéseknek köszönhetően az 1990-es évekre sikerült befolyásuknak gátat szabni. Tokióban a különleges díjakat a Tokyo Union Circulation (TUC) készíti, amely kifejezetten erre a célra készíti a tárgyakat, majd vissza is váltja a helyi TUC üzletekben a játékosoktól.

## Függőség
Egy 2014-es tanulmány kimutatta, hogy a kóros szerencsejáték-hajlam a japán felnőttek körében 9,04% volt a férfiaknál és 1,6% a nőknél, ami magasabb, mint az észak-amerikai 1,6%-os prevalencia, különösen a férfiaknál. 1999-ben a játékosok 29%-a gondolta magát függőnek és kezelésre szorul. További 30% azt mondta, hogy túllépte a költségvetését, és pénzt vett fel a játékhoz.

## Előírások

### Dohányzás
A pacsinko szalonokban megengedett a dohányzás, bár Japánban viták folynak a nyilvános dohányzási tilalmak kiterjesztéséről.